# Staré Mesto (Košice)
Staré Mesto je městská část Košic, součást okresu Košice I.

## Polohopis

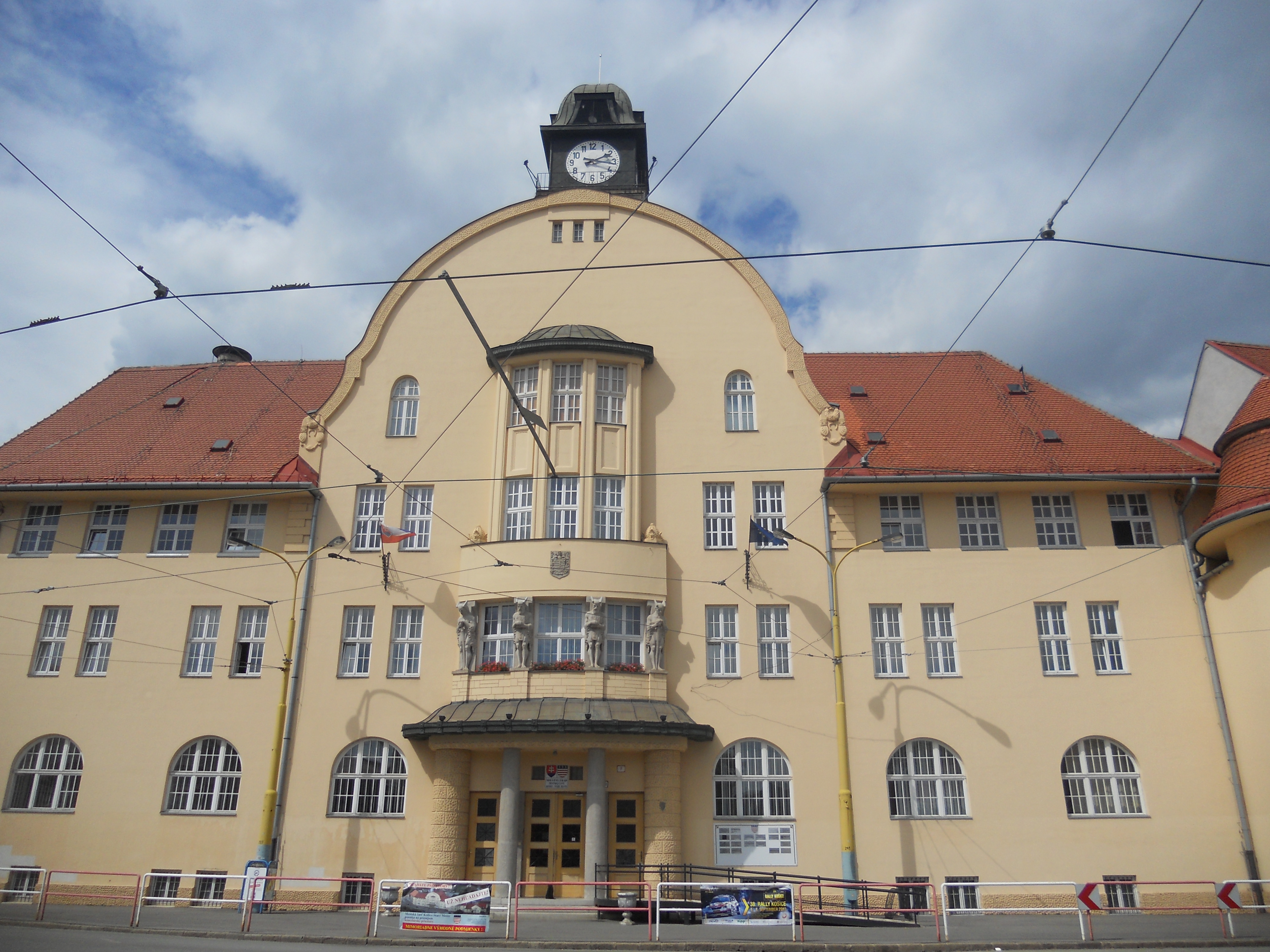
Místní úřad Košice-Staré Mesto

### Části obce
- Historické centrum
- Kuzmányho sídliště
- Okolí Železniční stanice a Městského parku (za Rakousko-Uherska: Újváros)

### Vodní toky
- Hornád
- Čermeľský poton
- Mlynský náhon

## Symboly obce
Zastupitelstvo v Košicích usnesením č. 274/2007 na svém IX. jednání dne 25. října 2007 v souladu se zákonem o obcích schválilo Obecně závaznou vyhlášku města Košice č. 97 o znaku a vlajce městské části Košice – Staré Mesto

### Znak
V modré hlavě sedmkrát stříbrno-červeno děleného štítu tři zlaté lilie. A polovina orla na pravé straně.

### Vlajka
Vlajka má podobu v jedné čtvrti od žerdi štěpeného listu, jehož žrďová část je žluto-modro dělená, vlající část sestává z osmi, střídavě bílých a červených pruhů. Vlajka má poměr stran 2:3 a ukončena je třemi cípy, tj. dvěma zástřihy, sahajícími do třetiny její listu.

## Obyvatelstvo

### Národnostní složení (2001)
| Národnost | %       |
| --------- | ------- |
| Slováci   | 84,13 % |
| Maďaři    | 6,04 %  |
| Češi      | 1,63 %  |
| Romové    | 1,54 %  |
| Rusíni    | 0,58 %  |
| Ukrajinci | 0,43 %  |
| Němci     | 0,32 %  |
| Moravané  | 0,06 %  |
| Poláci    | 0,04 %  |

## Kultura a zajímavosti

### Muzea
- Východoslovenské muzeum
- Slovenské technické muzeum
- Muzeum voskových figurín

### Hudba
- Košická státní filharmonie - Dom umenia

### Stavby
- Cassovar (Floriánská ulice)
- SC Aupark (Náměstí osvoboditelů)
- Business centru Košice (Štúrova ulice)
- Hotel DoubleTree by Hilton (Hlavní ulice)

#### Památky
Viz Hlavní ulice
- Jakabov palác (Mlynská ulice)
- Hotel Evropa (Ulice Protifašistických bojovníků)
- Miklušova věznice (Ulice při miklušova věznice)
- Veřejná knihovna Jana Bocatia (Hviezdoslavova ulice)
- Východoslovenské muzeum (Náměstí Maratonu míru)
- Dominikánský kostel (Dominikánské náměstí)
- Budova vojenského velitelství (Náměstí Maratonu míru)
- Budova ředitelství železnic (Železniční ulice)
- Budova staré železniční stanice (neexistující stavba)
- Hotel Schalkház (neexistující stavba, t. Č. Hotel Slovan)

### Parky
- Městský park (býv. Sad gen. Petrova)

### Pravidelné akce
- Dny města Košice (konají se zpravidla v květnu)
- Košické Vánoce